# Baia di Beaumont
La baia di Beaumont è una baia ricoperta di ghiaccio e larga circa 6 km situata sulla costa di Shackleton, nella parte sud-occidentale della Dipendenza di Ross, in Antartide. La baia, la cui bocca si estende da capo Young, a nord, a punta Harris, a sud, è completamente ricoperta dai ghiacci della barriera di Ross e in particolare dal flusso del ghiacciaio Dickey, che, arrivando nella baia, va ad alimentare la barriera. Davanti all'entrata della baia è poi situata quella che è considerata essere l'isola più meridionale del mondo, ossia l'isola Deverall.

## Storia
La baia di Beaumont fu scoperta nel dicembre 1902, durante la spedizione Discovery, condotta negli anni 1901-04 dal capitano Robert Falcon Scott, e così battezzata in onore dell'ammiraglio Sir Lewis Beaumont, della marina militare britannica, un esploratore artico che espresse un particolare interesse la spedizione di Scott.